# Nadi al-Muthanna
Nadi al-Muthanna (Al-Muthanna Club) fu un'influente associazione panaraba d'ispirazione fascista con sede a Baghdad. Creata nel 1935, rimase attiva fino al fallimento del colpo di Stato filo-nazista tentato da Rashid Ali al-Kaylani nel 1941. L'associazione prese il nome da Al-Muthanna ibn Haritha, antico guerriero e capo tribale musulmano protagonista della Battaglia di al-Qadisiyya. Il gruppo, successivamente rinominato "Partito Nazional Democratico", fu fortemente influenzato dall'esperienza dei fascismi europei e controllato da nazionalisti arabi radicali. Esso mirò a diffondere gli ideali del nazionalismo arabo mobilitando gli iracheni contro l'Impero britannico e facendo leva soprattutto sugli studenti. Nel dopoguerra vari esponenti del movimento si unirono ad al-Kaylani nel Partito Iracheno dell'Indipendenza.
Nadi al-Muthanna fu guidata da Ṣāʾib Shawkat e dal suo braccio destro Muhammad Mahdi al-Kubba. Nel 1938, grazie alla forza crescente del movimento, Sami Shawkat fu nominato direttore generale dell'educazione  e, dietro suggerimento dell'ambasciatore tedesco Fritz Konrad Ferdinand Grobba, diede vita a un'organizzazione giovanile sul modello della Gioventù hitleriana, chiamata al-Futuwwa (parola legata all'Islam medievale e al sufismo). Un delegato dell'organizzazione partecipò al Congresso nazionalsocialista di Norimberga del 1938 e, a sua volta, il capo della Gioventù hitleriana Baldur von Schirach fu ospitato dal movimento iracheno. Il Daily Telegraph ha scritto che anche se non vi sono prove oggettive, è probabile che il giovane Saddam Hussein abbia fatto parte di un'organizzazione paramilitare simile a al-Futuwwa nata negli anni '50. Giunto al potere egli parlò varie volte con ammirazione della Gioventù hitleriana. Si ritiene inoltre che il panarabismo di Saib Shawkat abbia avuto una grande influenza ideale sul Partito Ba'th. Altro esponente di primo piano di Nadi al-Muthanna fu Yunis al-Sabawi, deputato e poi ministro dell'Economia. Egli tradusse il Mein Kampf in lingua araba e veicolò messaggi politici di stampo antisemita. Nel giugno 1941 l'organizzazione partecipò a un pogrom antiebraico, noto con il nome di "Farhud".